# Premiile BAFTA
Premiile BAFTA sunt premii conferite anual pentru realizări deosebite în filme, televiziune, filme pentru copii și pentru programe interactive de către British Academy of Film and Television Arts, o organizație non-profit a profesioniștilor din film și televiziune din Marea Britanie, fondată 1947. Între 2008 și 2016, ceremoniile s-au desfășurat la Royal Opera House din Londra. Începând cu 2017, ceremoniile s-au desfășurat la Royal Albert Hall din Londra. Premiile BAFTA reprezintă echivalentul britanic al Premiilor Oscar. 

## Istoric
British Academy of Film and Television Arts (BAFTA) a fost înființată în 1947 sub numele de Academia de film britanică (British Film Academy) de către David Lean, Alexander Korda, Carol Reed, Charles Laughton, Roger Manvell și alte personalități marcante din industria de film a Marii Britanii. În 1958, Academia a fuzionat cu Asociația producătorilor și regizorilor pentru a forma Societatea de Film și Televiziune, care, în 1976 a devenit Academia britanică de artă a filmului și televiziunii (British Academy of Film and Television Arts).  
BAFTA a declarat că scopul ei caritabil este "să susțină, să dezvolte și să promoveze toate formele artistice care implică imagini în mișcare, prin identificarea și recompensarea excelenței, inspirând practicanții și în beneficiul publicului". În plus față de ceremonia de premiere de înaltă calitate, BAFTA desfășoară un program anual de evenimente educaționale, inclusiv proiecții de film și evenimente omagiu. BAFTA este susținută de un număr de aproximativ 6.000 de persoane din industria filmului, televiziunii și jocurilor video.
Premiile Academiei sunt sub forma unei măști teatrale, premiul fiind conceput și realizat de sculptorița americană Mitzi Cunliffe în 1955.
Până în anul 2002, ceremonia de premiere a avut loc în aprilie sau mai, ulterior a fost mutată în februarie, pentru a preceda Oscarurile. Ceremonia de decernare a premiilor este difuzată cu întârziere la televiziunea britanică în aceeași seară (de obicei de BBC One) și în întreaga lume. În Statele Unite, este prezentat pe BBC America. A fost difuzată în culori din 1970.
Premiile sunt în mare parte deschise tuturor naționalităților, deși există câte un premiu separat pentru film britanic remarcabil și debut remarcabil al unui scenarist, producător sau regizor britanic. Numai filmele din Regatul Unit sunt eligibile pentru categoriile Film britanic de scurtmetraj și Animație britanică de scurtmetraj.
Prima ediție a Premiilor BAFTA a fost programată la 29 mai 1949, la Cinematograful Odeon din Piața Leicester, Londra. Cel mai bun film britanic a fost desemnat Odd Man Out, un film noir realizat în 1947 de Carol Reed, iar cel mai bun film internațional a fost considerat The Best Years of Our Lives, o dramă americană semnată de regizorul William Wyler.

## Categorii de premii
- Cel mai bun film (din 1948)
- Cel mai bun film britanic (din 1948)
- Cel mai bun film într-o limbă străină (din 1983)
- Cel mai bun scurtmetraj (din 1980)
- Cel mai bun scurtmetraj de animație (din 1990)
- Cel mai bun film de animație (din 2006)
- Cel mai bun documentar (1948-1989, 2012-prezent)
- Cel mai bun actor în rol principal (din 1968)
- Cea mai bună actriță în rol principal (din 1968)
- Cel mai bun regizor (din 1969)
- Cel mai bun actor în rol secundar (din 1969)
- Cea mai bună actriță în rol secundar (din 1969)
- Cea mai bună imagine (din 1969)
- Cel mai bun sunet (din 1969)
- Cea mai bună coloană sonoră (din 1969)
- Cele mai bune decoruri (din 1969)
- Cele mai bune costume (din 1969)
- Cel mai bun montaj (din 1978)
- Cel mai bun debut al unui scenarist, regizor sau producător britanic (din 1998)
- Cele mai bune efecte vizuale (din 1983)
- Cel mai bun machiaj (din 1983)
- Cel mai bun scenariu original (din 1984)
- Cel mai bun scenariu adaptat (din 1984)
- BAFTA Rising Star Award (din 2006)

### Categorii retrase
- Cel mai bun scenariu (acordat între 1969-1983)
- Cel mai bun scenariu britanic (acordat între 1955-1968)
- Cel mai bun actor britanic (acordat între 1952-1967)
- Cel mai bun actor străin (acordat între 1952-1967)
- Cea mai bună actriță britanică (acordat între 1952-1967)
- Cea mai bună actriță străină (acordat între 1952-1967)
- Premiul Organizației Națiunilor Unite (acordat între 1949–1976)
- Cel mai promițător debutant în rol principal (acordat între 1952-1984)